# Autosegmentele fonologie
Autosegmentele fonologie is een theorie binnen de fonologie die beweert dat gesproken menselijke taal niet kan worden onderverdeeld in brokjes die corresponderen met letters in geschreven taal. 
Wie een woord zoals lamp uitspreekt, zegt volgens de autosegmentele fonologie niet eerst een l, dan een a, dan een m en vervolgens een p. In plaats hiervan neemt de theorie aan dat bijvoorbeeld de m en de p iets delen, namelijk de eigenschap dat ze met gesloten lippen worden uitgesproken. Deze eigenschap (labiaal genaamd, naar het Latijnse woord voor lippen) leidt als het ware een eigen leven: hij komt slechts een keer voor in de fonologische specificatie van het woord lamp waar hij dan verbonden is aan zowel de m als de p.

## Geschiedenis
De Amerikaanse taalkundige John Goldsmith introduceerde de term 'autosegmentele fonologie' in zijn proefschrift uit 1976, maar het idee was al eerder gelanceerd door de eveneens Amerikaanse Bantoe-specialist William Leben. Leben en Goldsmith pasten het idee toe op toon in (vooral Afrikaanse) toontalen, maar al snel werden toepassingen gevonden op ander gebied. 
Een doorbraak was waarschijnlijk het proefschrift uit 1979 van John McCarthy, die aantoonde dat de autosegmentele fonologie eveneens inzichtelijk kon worden gebruikt in de beschrijving van de relaties tussen klinkers en medeklinkers in Semitische talen als het Arabisch en het Hebreeuws. Hierna nam de autosegmentele fonologie een hoge vlucht en werd het een van de meest bestudeerde en gangbare theorieën van de jaren tachtig van de twintigste eeuw.
In de jaren negentig nam de belangstelling voor de autosegmentele fonologie iets af, waarschijnlijk door de opkomst van de Optimaliteitstheorie (OT) en het feit dat John McCarthy, die inmiddels ook een van de belangrijkste theoretici van OT was geworden, het belang van theorieën als de autosegmentele fonologie voor OT ontkende. Veel belangrijke begrippen uit de autosegmentele fonologie blijven echter tot op de dag van vandaag een belangrijke rol spelen in het theoretisch apparaat van de meeste fonologische theorieën.